# Calgary Hitmen
Calgary Hitmen je kanadský juniorský klub ledního hokeje, který sídlí v Calgary v provincii Alberta. Od roku 1995 působí v juniorské soutěži Western Hockey League. Své domácí zápasy odehrává v hale Scotiabank Saddledome s kapacitou 19 289 diváků. Klubové barvy jsou červená, hnědá, černá a bílá.
Nejznámější hráči, kteří prošli týmem, byli např.: Rastislav Staňa, Johnny Boychuk, Jeff Schultz, Karl Alzner, Pavel Brendl, Kris Beech, Ryan Getzlaf nebo Konstantin Puškarjov.

## Úspěchy
- Vítěz WHL ( 2× )
  - 1998/99, 2009/10

## Přehled ligové účasti
Zdroj: 
- 1995– : Western Hockey League (Centrální divize)